# Arthur Henderson
Arthur Henderson (13. září 1863 Glasgow – 20. října 1935 Londýn) byl britský politik a nositel Nobelovy ceny za mír za rok 1934. Ve třech krátkých obdobích v letech 1908–10, 1914–17 a 1931-32 byl vůdcem Labouristické strany. Mezi lety 1929–1931 působil jako ministr zahraničí Spojeného království.